# Racasta
Racasta là một chi bướm đêm thuộc họ Geometridae.